# Samuel Falomir Sancho
Samuel Falomir Sancho (l'Alcora, 1988) és un polític valencià, alcalde de l'Alcora (l'Alcalatén) des de 2017.
Va estudiar un cicle formatiu de tècnic superior en administració i finances i des dels 19 anys és regidor a l'Ajuntament de l'Alcora amb el Partit Socialista del País Valencià (PSPV), on milita des de ben jove. El seu pare ja va ser regidor pel mateix partit.
Només acomplir la majoria d'edat Falomir s'incorpora a les llistes electorals del PSPV a les eleccions municipals de 2007 i aconsegueix l'escó de regidor responsable de la delegació d’Urbanisme i Medi ambient. A les següents votades de 2011 revalida l'escó però aquesta vegada romandrà amb el seu partit a l'oposició. El 2015 encapçala per primera vegada la candidatura socialista i mercè a l'acord amb Compromís ostentà l'alcaldia en la segona part de la legislatura, de 2017 a 2019. A les següents de 2019 i 2023 aconsegueix guanyar amb majoria absoluta.A més a més, des de 2013 és diputat provincial i portaveu del grup socialista a la Diputació de Castelló, esdevenint cap de l'oposició a la presidenta del PP Marta Barrachina.
En l'àmbit orgànic del partit, Samuel Falomir ha estat al capdavant de les joventuts socialistes de la província de Castelló com a secretari general, així com també secretari de l'executiva comarcal del partit. L'any 2022 va ascendir a secretari general de la província de Castelló en guanyar en unes disputades primàries davant el seu contrincant Ernest Blanch.